# 木内一雅
木内 一雅（きうち かずまさ、1958年 - ）は、日本の漫画原作者、シナリオライター。福岡市生まれ。福岡大学出身。漫画家のきうちかずひろは実弟。
父親はSFマニア・ガンマニアで、幼少の頃から、兄弟でSF小説に読みふけった〔ママ〕。
サラリーマン生活の後、きうちかずひろ作『ビー・バップ・ハイスクール』のストーリー構成などに携わる。1989年9月の『ヤングマガジン海賊版』に掲載された『フェイス』（作画・渡辺潤）で漫画原作デビュー。1990年より2004年までの15年間、『週刊ヤングマガジン』に同じ渡辺潤作画による『代紋TAKE2』を連載した。

## 漫画原作
- 代紋TAKE2（作画：渡辺潤、1990年-2004年、週刊ヤングマガジン、講談社 全62巻）
- ピカイチ!（作画：三山のぼる、1992年-1995年、ミスターマガジン、講談社）
- 青龍（作画：八坂考訓、1995年-1997年、ヤングマガジン増刊エグザクタ→1997年-2001年、週刊ヤングマガジン）※「第一部完」
- アウト・ロー（作画：コウノコウジ、2004年-2007年、週刊ヤングマガジン）
- CHILL<チル>（作画：夏元雅人、2006年-2008年、週刊ヤングマガジン）
- PARA（作画：井上祐徳、ヤングマガジンアッパーズ、講談社）

## シナリオ
- カルロス（オリジナルビデオ作品） きうちかずひろ監督、竹中直人主演。日系ブラジル人マフィアを主人公としたギャング映画。